# かざかコモディティ
かざかコモディティ株式会社とは、かつて商品先物取引事業を行っていた、かざかフィナンシャルグループ株式会社傘下の企業。
日商岩井フューチャーズ株式会社として、日商岩井株式会社（現・双日株式会社）の全額出資で設立された。2005年5月に株式会社ライブドアフィナンシャルホールディングス（現・かざかフィナンシャルグループ）が買収し株式会社ライブドアコモディティとなる。2007年2月にライブドアグループから離脱し商号をかざかコモディティに変更した。2008年、商品取引受託業務を廃止。

## 概要
- 所在：東京都港区六本木6-10-1
- 設立：1998年10月
- 資本金：20億円
- 代表取締役社長：山下哲史